# Vas a querer volver
"Vas a querer volver" é uma canção gravada pela cantora e atriz mexicana Maite Perroni para a edição deluxe de seu álbum de estreia, Eclipse de luna (2013). Foi composta por Mauricio Arriaga e Jorge Eduardo Murguía, enquanto a sua produção ficou a cargo de Guianko Goméz e Efraín Dávila. Primeiramente disponibilizada em 8 de maio de 2014 por meio de um vídeo lírico lançado no canal de Perroni no YouTube, a faixa foi lançada nas plataformas digitais pela Warner Music em 27 do mesmo mês, tornando-se o terceiro single do álbum. "Vas a querer volver" foi gravada em meio às filmagens da telenovela mexicana La gata (2014), protagonizada por Perroni, e foi usada como o tema de abertura da trama.
Uma obra de pop latino e bachata, "Vas a querer volver", segundo a intérprete, narra a história de uma mulher que se havia dedicado a um relacionamento amoroso com alguém que a abandou e deseja reatar o caso quando já é muito tarde para isso. Comercialmente, o single entrou em três paradas da Billboard, alcançando os números 13 e 6 respectivamente na Mexico Airplay e na Mexico Espanol Airplay, bem como o número 19 na Latin Pop Songs dos Estados Unidos. Além disso, foi a sétima mais tocada nas rádios da Costa Rica em 2014, de acordo com a Monitec.
O videoclipe da faixa foi filmado em locais do Centro Histórico da Cidade do México, sendo lançado em 8 de agosto de 2014 pela revista People en Español. No canal de Perroni no YouTube, a produção foi publicada em 11 do mesmo mês. Dirigido por Stambuk, o material mostra Perroni quebrando objetos, em referência ao rompimento amoroso, que também é mostrado em cenas do vídeo. Após o seu lançamento, a videoclipe foi elogiado pela mídia devido à imagem sensual e maturidade da artista em suas cenas. "Vas a querer volver" foi apresentada ao vivo na Eclipse de Luna Tour (2014–2015), primeira turnê mundial de Perroni.

## Antecedentes
Para investir em sua carreira musical, Maite Perroni assinou com Warner Music em 2012 e no ano seguinte começou a preparar seu álbum de estreia solo. Intitulado Eclipse de luna, o projeto foi lançado em 27 de agosto de 2013 e alcançou as dez primeiras posições tanto no México como nas paradas de álbuns latinos nos Estados Unidos. Para promover o disco, foram lançados no mesmo ano os singles "Tú y yo" e "Eclipse de luna", sendo que o primeiro obteve sucesso comercial nos mercados latinos. Durante esse período, a artista apenas se dedicou à divulgação do álbum, porém não negou que retornaria a atuar em telenovelas caso pudesse conciliar ambas as carreiras.
Em dezembro do mesmo ano, ela revelou que protagonizaria a telenovela La gata, mas assegurou que não deixaria a música de lado, pois também gravaria canções para a produção. Em entrevista à Televisa Espetáculos, Perroni declarou: "Terei a oportunidade de interpretar o tema da novela, também poderei interpretar o tema do casal. Então é o ideal, porque poderei combinar música com atuação. Esperemos que desta forma haja tempo para fazer concertos aos fins de semana e de segunda a sexta para estar no estúdio de TV gravando".

## Lançamento e composição
Em abril de 2014, em meio às gravações de La gata, Perroni relevou "Vas a querer volver" como título do tema de abertura da telenovela. Além disso, ela disse que a faixa faria parte do relançamento do álbum Eclipse de luna ainda naquele ano. Em 29 do mesmo mês, ela interpretou a canção pela primeira vez, o que ocorreu em um evento para divulgação de La gata organizado pela Televisa, empressa produtora da trama. Em 8 de maio seguinte, um vídeo lírico de "Vas a querer volver" foi publicado no canal de Perroni no YouTube. Apesar disso, a faixa foi lançada nas plataformas digitais somente em 27 do mesmo mês, servindo como o terceiro single de Eclipse de luna e o primeiro a promover a reedição do disco.
"Vas a querer volver" é uma obra de bachata e pop latino, tal como os dois singles anteriores de Perroni. Com duração de 3 minutos e 54 segundos (3:54), a faixa foi composta Mauricio Arriaga e Jorge Eduardo Murguía, enquanto a sua produção ficou a cargo de Guianko Goméz e Efraín Dávila. Goméz e Dávila foram responsáveis também pelo arranjo musical da canção, que inclui guitarras, piano, teclados, bongôs, baixo e güira. De acordo com a intérprete, o conteúdo lírico de "Vas a querer volver" é relacionado a trama de La gata, com as letras relevando a história de uma mulher que se entrega incondicionalmente a alguém que a abandona, mas esse alguém depois deseja retomar o relacionamento dos dois, apesar de ser muito tarde para isso. Ademais, Perroni declarou: "Quando se está em uma relação você pressupõe muitas coisas. Você acredita que sempre vai existir essa pessoa e se esquece dos pequenos detalhes, esses momentos que fazem com que o cotidiano tenha uma cumplicidade."

## Repercussão e apresentações ao vivo
O desempenho comercial de "Vas a querer volver" foi positivo. A canção entrou em duas paradas do México compiladas pela Billboard, a Mexico Airplay e a Mexico Espanol Airplay, alcançando as posições 13 e 6 respectivamente. Além disso, listou-se na Latin Pop Airplay dos Estados Unidos, também publicada pela Billboard, sendo que nesta alcançou o número 19, convertendo-se no single de Eclipse de luna com melhor posição nesse gráfico. Na Costa Rica, "Vas a querer volver" terminou o ano de 2014 como a sétima mais tocada nas rádios do país, de acordo com a Monitec. O single foi indicado em três categorias nos Premios Juventud de 2015: Melhor Tema Noveleiro, Meu Ringtone e Canção Corta-veias. No entanto perdeu em todas as três, respectivamente para "Aunque estés con él", de Calibre 50, "Bailando", de Enrique Iglesias, e "Perdón", de Camila.
Além de ser intepretada em um evento organizado pela Televisa para a divulgação de La gata, "Vas a querer volver" foi incluída na primeira turnê mundial de Perroni, a Eclipse de Luna Tour. Durante os concertos da turnê, Perroni surgiu acompanhada de bailarinos para apresentar a canção, e ao fundo apareciam imagens do videoclipe de "Vas a querer volver". A cantora também cantou a faixa em concertos da Tour Love, a sua segunda turnê mundial.

## Videoclipe

### Produção e lançamento
Abstratamente vamos contar [sobre] quando algo quebra, acaba e por mais que você queira juntar os pedaços, é impossível consertar. É mais ou menos o que a canção conta.

Perroni sobre o conceito do videoclipe de "Vas a querer volver"
O videoclipe de "Vas a querer volver" foi produzido e dirigido por Koko Stambuk, que também dirigiu os videoclipes de "Tú y yo" e "Eclipse de luna". Com direção fotográfica de Juan José Saravia, o material foi filmado por 26 horas seguidas em locais do Centro Histórico da Cidade do México. Tanto o vestuário como o penteado da artista mudam diversas vezes durante as cenas.
O vídeo foi lançado em 8 de agosto de 2014 pela revista People en Español, sendo disponibilizado em 11 do mesmo mês no canal de Perroni no YouTube.

### Sinopse e recepção
O vídeo começa com Perroni interpretando uma atriz ao lado de um rapaz, que a deixa de lado durante uma sessão de fotos no tapete vermelho de um evento patrocinado pela Pantene. Em seguida, ela surge dançando e jogando ao chão objetos que estavam em cima de uma mesa. Depois a atriz aparece em frente a um espelho rodeado de luzes, encontrando-se dentro de seu camarim. Em outro momento, ela surge junto ao rapaz do início em cenas que mostram a intimidade dos dois, sugerindo um relacionamento amoroso entre eles. As sequências vão se intercalando e progredindo, o que inclui Perroni saindo da sessão de fotos ao perceber o rapaz a deixando de lado para conversar com outra mulheres, com ela posteriormente causando tumulto ao tropeçar em cima do tapete. Por fim, Perroni e o rapaz são exibidos largando a mão um do outro ao interpretaram um casal de um produção cinematográfica, e então surge a palavra "fin" (em português: fim).
Após o seu lançamento, o vídeo foi elogiado pela mídia. Gustavo Morais, da plataforma Cifra Club, disse: "No clipe, Maite demonstra talento e maturidade artística. Em cena, a artista aparece dançando, se divertindo e até promovendo um 'quebra-quebra'." O jornal mexicano El Siglo de Torreón comentou que no material Perroni "revelou seu lado mais sensual e provocativo".

## Créditos
Créditos de "Vas a querer volver" adaptados do encarte da edição deluxe do álbum Eclipse de luna.
Gravação e masterização
- Gravada em GML Recording Studios (Miami, Flórida) e Picks and Hammers Studio (Miami, Flórida)
- Masterizada por Adam Ayan em Gateway Mastering (Portland, Maine)

Pessoal
- Jorge Eduardo Murguía – composição
- Mauricia Arriaga – composição
- Guianko Gómez – produção musical, produção vocal, arranjo musical, vocais de apoio, engenharia de gravação
- Efraín Dávila – produção musical, arranjo musical, piano, teclados, engenharia de gravação
- Chris Mercedes – baixo
- Raúl Bier – bongô
- Kelvin Ventura – güira
- Dan Warner – guitarras, engenharia de gravação
- Juan Mario "Mayito" Aracil – engenharia de mixagem

## Paradas musicais
| Parada musical (2014)                        | Melhor posição |
| -------------------------------------------- | -------------- |
| Estados Unidos (Billboard Latin Pop Airplay) | 19             |
| México (Billboard Mexico Airplay)            | 13             |
| México (Billboard Mexico Espanol Airplay)    | 6              |

| Parada musical (2014) | Posição |
| --------------------- | ------- |
| Costa Rica (Monitec)  | 7       |